# Montluçon-Nord-Est (tổng)
Tổng Montluçon-Nord-Est là một tổng ở tỉnh Allier trong vùng Auvergne-Rhône-Alpes.

## Hành chính
| Giai đoạn | Ủy viên         | Đảng | Tư cách                     |
| --------- | --------------- | ---- | --------------------------- |
| 16        | Bernard Dillard | URB  | thị trưởng của Saint-Victor |
| 18        | Bernard Dillard | URB  | thị trưởng của Saint-Victor |

## Các đơn vị cấp dưới
Tổng Montluçon-Nord-Est gồm 3 xã với dân số là 11 255 người (điều tra năm 1999, dân số không tính trùng)
| Xã           | Dân số    | Mã bưu chính | Mã insee |
| ------------ | --------- | ------------ | -------- |
| Montluçon    | 9 332 (1) | 03100        | 03185    |
| Saint-Victor | 1 957     | 03410        | 03262    |
| Vaux         | 966       | 03190        | 03301    |

(1) fraction de commune.

## Biến động dân số
| 1962                                                     | 1968 | 1975 | 1982 | 1990   | 1999   |
| -------------------------------------------------------- | ---- | ---- | ---- | ------ | ------ |
| -                                                        | -    | -    | -    | 11 860 | 11 255 |
| Nombre retenu à partir de 1962 : dân số không tính trùng |      |      |      |        |        |